# Apsilochorema iranicum
Apsilochorema iranicum är en nattsländeart som beskrevs av Schmid 1959. Apsilochorema iranicum ingår i släktet Apsilochorema och familjen Hydrobiosidae. Inga underarter finns listade i Catalogue of Life.